# Jüdischer Friedhof (Langenzenn)
Der Jüdische Friedhof in Langenzenn im mittelfränkischen Landkreis Fürth ist eine möglicherweise abgegangene jüdische Begräbnisstätte, von der unbekannt ist, ob und wie lange sie bestand.
In einem Birkenwald am Südhang des Alitzberges, nordöstlich von Langenzenn, befindet sich ein von der Bevölkerung Judenfredhuf genanntes Grundstück. Dort ließen sich bisher keine Grabsteine oder Einfriedung nachweisen.